# 1905 en Saskatchewan
Chronologie de la Saskatchewan
- 1901
- 1902
- 1903
- 1904
- 1905
- 1906
- 1907
- 1908
- 1909

Cette page concerne des événements d'actualité qui se sont produits durant l'année 1905 dans la province canadienne de la Saskatchewan.

## Politique

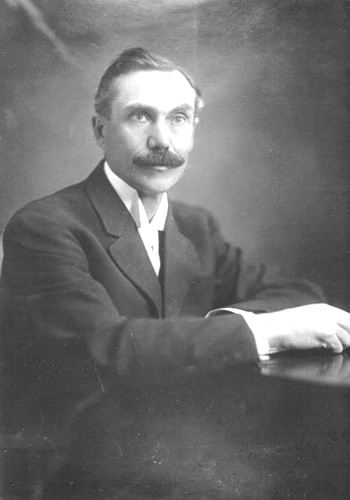
Thomas Walter Scott

- Premier ministre : Thomas Walter Scott (Libéral)
- Chef de l'Opposition : Frederick Haultain (Droits provinciaux)
- Lieutenant-gouverneur : Amédée Emmanuel Forget
- Législature :

## Événements
- 1er septembre : au Canada, la Saskatchewan (capitale : Regina) et l’Alberta (capitale : Edmonton) deviennent les huitième et neuvième provinces canadiennes (en vertu de l’Acte de la Saskatchewan et de l’Acte de l’Alberta).

- 5 septembre : Thomas Walter Scott devient premier ministre de la Saskatchewan.

- 13 décembre : élection générale saskatchewanaise de 1905 afin d'élire les députés de l'Assemblée législative de la Saskatchewan. Il s'agit de la  1re élection générale en Saskatchewan après la création de cette province du Canada la même année. Thomas Walter Scott mène le Parti libéral de la Saskatchewan à la victoire face au Provincial Rights Party de Frederick W. A. G. Haultain et devient le premier à occuper le poste de Premier ministre de la nouvelle province.